# HD 111720
HD 111720，又名BD-09 3569，SAO 157550、HR 4877，是一颗恒星，视星等为6.41，位于銀經302.91，銀緯52.53，其B1900.0坐标为赤經12h 46m 10.6s，赤緯-9° 52.53′ 38″。